# Rafał Politalski
Rafał Politalski herbu Ostoja (zm. po 1692) – zakonnik, dominikanin, doktor teologii, prowincjał litewski, przeor konwentu wileńskiego św. Ducha, przeor konwentu dominikanów w Sejnach, przeor konwentu dominikanów w Dereczynie.

## Życiorys
Rafał Politalski był synem Krystyny Zofii Skorobochatej i Fabiana Politalskiego, vice-ekonoma dóbr grodzieńskich. Miał kilku braci - Macieja, Stanisława Kazimierza, skarbnika witebskiego, Jana, cześnika grodzieńskiego i Szymona, łowczego grodzieńskiego. 
Rafał Politalski należał do Zakonu Kaznodziejskiego. Był doktorem teologii. Działał głównie na terenie Wielkiego Księstwa Litewskiego. W zakonie pełnił liczne i ważne funkcje. W latach 1675–1679 oraz 1688-1692 piastował urząd przeora konwentu św. Ducha w Wilnie. We wrześniu 1688 roku odnotowany został jako przeor konwentu dominikanów w Sejnach. Wymieniany był także jako przeor konwentów dominikańskich w Dereczynie i Grodnie. Według Jana Władysława Poczobuta-Odlanickiego piastował także urząd prowincjała litewskiego (1682-1683). Dnia 11 października 1683 roku założył Bractwo Różańcowe w Goniądzu.